# ブランディ アンド Mr.ウィスカーズ
『ブランディ アンド Mr.ウィスカーズ』（原題：Brandy & Mr. Whiskers）はアメリカのアニメーション作品。2004年8月21日からアメリカのディズニー・チャンネルで放送を開始し、日本では2005年4月16日からディズニー・チャンネルで21話まで放送された後、同年12月からディズニーXD（旧：トゥーン・ディズニー）に移転してリピート放送された。全39話。16話を除き1話2本構成で計30分前後の短編。日本初放送時、第1話から第4話までが先行で放送された。

## あらすじ
アマゾンのジャングル上空を飛行していた飛行機に乗っていた、犬のブランディとウサギのMr.ウィスカーズは、ひょんな事から飛行機から落ちてしまい、ジャングルで共同生活を営む事となる。

## アニメの背景
南米のアマゾン（ブラジル）を舞台にしたもの。現実とは異なって動物たちに文化などがある。本作に登場するキャラクターは擬人化した動物が多い（一部のエピソードで、ブランディの飼い主や救助隊など人が登場する場面あり）。作中には実写の写真クリップが登場するなど現実とリンクしている部分もある。マヤの遺跡など古代文明を代表する建造物が登場することもある。

## 通貨
作中には「光る石」や「小石」などの通貨が登場する。これはジャングルの動物だけに通用するお金で、ブランディがお金を使って欲しいものを買うことを教えたことで生まれたとされるが、シーズン2ではローラが「ショッピングモールは前からあった」ということを言っているため、その真相は分からない。また、クレジットカードも存在する。

## キャラクターデザイン
どのキャラクターも、野生動物をモチーフとして可愛らしいイメージで描かれている。また配色も野生動物と合わせたものが多い。ただし、実在しない動物やアマゾンにいないはずの動物が登場することがある。

## 登場人物
ブランディ・ハリントン
声 - 坂本真綾/英 - ケイリー・クオコ
フロリダで有名なハリントン家で飼われていたスパニエル犬。高級リゾート地のリオに向かう途中でウィスカーズのミスでジャングルに放り出されてしまった。お嬢様でわがまま。自分を血統あるハリントン家の犬だと思っていたが、実は収容所から連れてこられた雑種。かなりの音痴だがそれを自覚していない。自他共に認める高飛車な性格だが、悪い所を素直に認め、時には反省もする。ウィスカーズの事を鬱陶しく思っているが、本心では彼の事を大切な友達と思っている。買物が上手だが、掃除が出来ない。嫌になればウィスカーズにおしつけようとする。13歳。IQは150。
Mr.ウィスカーズ
声 - 堀内賢雄/英 - チャーリー・アドラー→ビリー・ウェスト
マイアミのドッグレース場、市営動物園で飼われていたウサギ。頭が悪くて不潔。動物園に39セントで売られ、運ばれている途中にブランディと出会うが、誤ってエア・ロックを開けてしまいジャングルにそろって放り出された。ブランディと知り合うまで友達が1人もおらず、初めて出来たブランディの事を非常に大切に思っている。サンタクロースを悪人だと勘違いしており、毛嫌いしていた。自分には誕生日がないと思っていた。一族は有能な者が多く、自分が雑種であった事を知り、落ち込んだブランディに自分の一族の事を知らせ、生まれがすべてではないと諭した。実はマジックが得意だが、過去に失敗した経験から封印している。掃除が上手。仕掛けやものづくりが得意。くじ運が強い。脚力がかなり強い。使われないことに怒った脳みそが体から出て行ったことがある。しかし、脳みそが出て行った後も普段どおりの行動をしている。7歳。
ローラ・ボア
声 - 藤貴子/英 - アランナ・ウバック
ブランディとウィスカーズがジャングルではじめて知り合った蛇。出会った時はウィスカーズを食べようとしたが友だちになった。夢は手を持つことで、実現したが画面には映っていない。エドと両想いだが、継続している気配がない。歌が上手いがあがり性のため人（動物）前では歌えない。「ヴィック」というヘビと仲良くしたことがあった。20歳。
エド
声 - 落合弘治/英 - トム・ケニー
カワウソ。ウィスカーズと仲が良い。兄がいる。のんきな性格で、嫌味を言えるよう努力しようと思ったことがある。話好きだが、長く退屈な話になりがちで、話の途中で相手が眠ったり、無視されその場を離れられたりするが、話が終わるまでそのことには気がつかない。ローラボアと付き合ったが続いているかわからない。好物はカキ。
メリル&シェリル
声 - 日野由利加/英 - シェリー・シェパード
双子のオオハシ。仲が悪く、互いで悪口を言いあうケンカをしている。
見た目はどっちも同じだけどメリルが左、シェリルが右の場合が多い。
ギャスパー・レ・ゲッコー
声 - 中村秀利/英 - アンドレ・ソグリウゾ→ビリー・ウェスト
嫌味なヤモリ。数匹の猿を部下として従えている。お金が好きで手段を選ばない商売をする。ジャングルのリーダー的存在。
鍋に入れてウサギを丸ごと煮るなどウィスカーズに悪さをする。
マルゴ
声/英 - ジェニファー・ヘイル
やや高飛車なナナフシ。ブランディと仲はあまりよくないためにもめ合いになることが多い。アニメの後半からは、ブランディとの仲も　前より悪くなった。
ハロルド
ブランディとMr.ウィスカーズのペットのモルモット。知能はかなり高く、また字も上手い。ブランディ&Mr.ウィスカーズの登場キャラクター中でも数少ない知性的なキャラクターである。
「ペット騒動」から登場するが、それ以前の話でもMr.ウィスカーズが連れてくる動物にはハロルドという名前をつけている。
ボリス・ポポス大佐
声 - 斎藤志郎/英 - グレッグ・ボールドウィン
ロシアの宇宙飛行士の猿。元はサーカスの猿だったが劇中時間で40年前に宇宙船に乗せられて宇宙を漂流していた後、ジャングルに墜落した。50歳。
Mr.ツー
声 - 大塚芳忠/英 - ジェフ・ベネット
魔力を持った禁断の沼の力で誕生したウィスカーズの二つ目の頭部。ウィスカーズより頭がよく紳士的。
Mr.スリー
声 - 藤本譲/英 - ジェフ・ベネット
Mr.ツーに次いで禁断の沼の力で誕生したウィスカーズの三つ目の頭部。Mr.ツーと共謀してウィスカーズを亡き者にしようとする。
Mr.カンタリアス
声 - 斎藤志郎/英 - ウェイン・ナイト
ブランディとウィスカーズが住む木に、彼等が住む以前から住んでいたカタツムリ。
ティファニー・ターリントン
声 - /英 - エイミー・デビッドソン
第11話から登場。テキサスからアマゾンの環境保護ツアーで訪れたターリントン家の飼い犬。
首輪には衛星で現在地を確認するための発信機が備わっている。
ブランディと趣味がまったく同じで「運命の友達」としてしばらくは仲良くしていた。

## スタッフ
- クリエイター：ラッセル・マーカス
- 製作総指揮：ティモシー・ビョークランド、ラッセル・マーカス、ボブ・ロス、ビル・モッツ
- ライン・プロデューサー：ナターシャ・カップ
- シリーズ構成：ブランドン・ソーヤー
- キャスティング：ジェイミー・トマソン
- ダイアログ・ディレクター：リサ・シャファー
- 音楽：ケヴィン・マンセイ、ケヴィン・リーペル
- 制作：ウォルト・ディズニー・テレビジョン・アニメーション

### 日本語版制作スタッフ
- 演出：高桑一
- 翻訳：前田美由紀、藤澤睦美
- 録音制作：HALF H・P STUDIO
- 日本語版制作：Disney Character Voices international, Inc.
- 配給：ブエナ・ビスタ・インターナショナル

## 各話放送リスト

### シーズン1 (2004年 - 2005年)
| パート  | タイトル                    | タイトル（原題）                          | 脚本                                      | 絵コンテ                                        | 演出                       | 日本放送日    |
| ------- | --------------------------- | ----------------------------------------- | ----------------------------------------- | ----------------------------------------------- | -------------------------- | ------------- |
| 1A      | はじめてのお友だち          | Mr. Whiskers First Friend                 | ラッセル・マーカス                        | Mrs.ティナ・クーグラー                          | ティモシー・ビョークランド | 2005年4月16日 |
| 1B      | ジャングルのベビーシッター  | The Babysitter Flub                       | ラッセル・マーカス                        | Mrs.ティナ・クーグラー                          | ティモシー・ビョークランド | 2005年4月16日 |
| 2A      | Mr.ウィスカーズVS筋肉ゴリラ | Lack of Brains vs. Brawns                 | ボブ・ロス ビル・モッツ                   | チャック・クライン                              | ティモシー・ビョークランド | 2005年4月16日 |
| 2B      | お泊まりパーティ            | The No Sleep Over                         | ラッセル・マーカス                        | ザック・モンクリーフ                            | ティモシー・ビョークランド | 2005年4月16日 |
| 3A      | ファッションリーダー        | The Fashion Fascist                       | ボブ・ロス ビル・モッツ                   | セリア・ケンドリック                            | ティモシー・ビョークランド | 2005年4月16日 |
| 3B      | ハッピーバースデイ          | Happy Birthdays                           | ラッセル・マーカス                        | フレッド・オズモンド                            | ティモシー・ビョークランド | 2005年4月16日 |
| 4A      | Mr.ウィスカーズの恋人       | Cyranosaurus Rex                          | ブランドン・ソーヤー                      | カールソン・クーグラー                          | ティモシー・ビョークランド | 2005年4月16日 |
| 4B      | 宇宙飛行士Mr.ウィスカーズ   | To the Moon, Whiskers                     | ラッセル・マーカス                        | ロッセン・ヴァルバノフ                          | ティモシー・ビョークランド | 2005年4月16日 |
| 5A      | ハリントン パーティ         | Funky Bunny                               | ジョン・ベング ロブ・ボガード             | Mrs.ティナ・クーグラー                          | ティモシー・ビョークランド | ?             |
| 5B      | ジャングルの大統領          | The Going Bananas Republic                | ブランドン・ソーヤー                      | ショーン・ビュークルンド                        | ティモシー・ビョークランド | ?             |
| 6A      | ゲーム大好き!               | Lame Boy                                  | ジョン・ベング ロブ・ボガード             | チャック・クライン                              | ティモシー・ビョークランド | ?             |
| 6B      | 迷惑な友だち                | Taking Paws                               | ブライアン・スウェンイン                  | ザック・モンクリーフ                            | ティモシー・ビョークランド | ?             |
| 7A      | 親友はだれ?                 | Skin of Eeeeeeeevil!!!                    | マーク・パーマー                          | フレッド・ゴンザレス                            | ティモシー・ビョークランド | ?             |
| 7B      | 後ろのウィスカーズ          | A Bunny on My Back                        | ラッセル・マーカス                        | セリア・ケンドリック                            | ティモシー・ビョークランド | ?             |
| 8A      | 幸運の足                    | Lucky Rabbit's Feet                       | アミ・ウルフマン                          | ロッセン・ヴァルバノフ                          | ティモシー・ビョークランド | ?             |
| 8B      | お金持ちになりたい!         | Blind Ambition                            | ラッセル・マーカス                        | カールソン・クーグラー                          | ティモシー・ビョークランド | ?             |
| 9A      | 日記は楽しい!               | Dear Diary                                | スコット・ピーターソン                    | フレッド・オズモンド                            | ティモシー・ビョークランド | ?             |
| 9B      | キャプテン フルーティ       | Less Than Hero                            | ブランドン・ソーヤー                      | Mrs.ティナ・クーグラー                          | ティモシー・ビョークランド | ?             |
| 10A     | 仮病でクラクラ!             | Flim Flam Fever                           | ジム・ペアレンツ                          | チャック・クライン                              | ティモシー・ビョークランド | ?             |
| 10B     | アリ塚をまもれ!             | Private Antics, Major Problems            | スコット・ピーターソン                    | ザック・モンクリーフ                            | ティモシー・ビョークランド | ?             |
| 11A     | 本当の友だち                | One of a Kind                             | カール・クレス                            | フレッド・ゴンザレス                            | ティモシー・ビョークランド | ?             |
| 11B     | イースター・バニー          | Believe in the Bunny                      | ヴァレリー・アザーム クリスチャン・ゲバラ | セリア・ワイス                                  | ティモシー・ビョークランド | ?             |
| 12A     | みんなの木を守れ!           | Tree Huggin' Bunny                        | アンドリュー・ゴットリーブ                | カールソン・クーグラー                          | ティモシー・ビョークランド | ?             |
| 12B     | 友だちを大切に!             | The Big Game                              | スーザン・シャーマン                      | ショーン・ビョークランド アントワーヌ・ギルボー | ティモシー・ビョークランド | ?             |
| 13A     | 血統書がなんだ!!            | Pedigree, Schmedigree                     | クリストファー・シモンズ                  | ザック・モンクリーフ                            | ティモシー・ビョークランド | ?             |
| 13B     | 吠えるMr.ウィスカーズ       | The Howler Bunny                          | スティーブ・フリーマン                    | チャック・クライン                              | ティモシー・ビョークランド | ?             |
| 14A     | 大切な赤いスカーフ          | Bad Hare Day                              | パメラ・イーリス                          | セリア・ケンドリック                            | ティモシー・ビョークランド | ?             |
| 14B     | ジャングルの掟              | Paw and Order                             | ジョン・ベング ロブ・ボガード             | フレッド・ゴンザレス                            | ティモシー・ビョークランド | ?             |
| 15A     | 恐怖の吸血コウモリ          | Curse of the Vampire Bat                  | ブライアン・スウェンイン                  | Mrs.ティナ・クーグラー                          | ティモシー・ビョークランド | ?             |
| 15B     | サルの手                    | The Monkey's Paw                          | ジャン・ ストルナッド                     | ロッセン・ヴァルバノフ                          | ティモシー・ビョークランド | ?             |
| 16（※） | サンタ・ウィスカーズ        | On Whiskers, On Lola, On Cheryl and Meryl | ラッセル・マーカス                        | ザック・モンクリーフ チャック・クライン         | ティモシー・ビョークランド | ?             |
| 17A     | 映画スター ブランディ       | The Show Must Go Wrong                    | ジェレミー・バルギール ニナ・バルギール   | カールソン・クーグラー                          | ティモシー・ビョークランド | ?             |
| 17B     | 偉大なるMr.ウィスカーズ     | Whiskers the Great                        | ブライアン・スウェンイン                  | ショーン・ビョークランド アントワーヌ・ギルボー | ティモシー・ビョークランド | ?             |
| 18A     | ミニウィスカーズ            | Mini Whiskers                             | キャサリン・グリーン                      | ロッセン・ヴァルバノフ                          | ティモシー・ビョークランド | ?             |
| 18B     | ラジオは人気者!             | Radio Free Bunny                          | アミ・ウルフマン デビッド・ワイズ         | Mrs.ティナ・クーグラー                          | ティモシー・ビョークランド | ?             |
| 19A     | ブランディの苦手なこと?     | Bad Brandy                                | ブランドン・ソーヤー                      | フレッド・ゴンザレス                            | ティモシー・ビョークランド | ?             |
| 19B     | 二人のMr.ウィスカーズ       | Two Heads Are Not Better Than One         | ケヴィン・D・キャンベル                   | セリア・ケンドリック                            | ティモシー・ビョークランド | ?             |
| 20A     | お買い物は楽しい!?          | Trouble in Store                          | ケン・クンス マイケル・マートン           | ショーン・ビョークランド アントワーヌ・ギルボー | ティモシー・ビョークランド | ?             |
| 20B     | ウィスカーズの恩返し        | Payback                                   | ボブ・ロス ビル・モッツ                   | カールソン・クーグラー                          | ティモシー・ビョークランド | ?             |
| 21A     | 入れ替わりごっこ!           | Freaky Tuesday                            | ボブ・ロス ビル・モッツ                   | Mrs.ティナ・クーグラー                          | ティモシー・ビョークランド | ?             |
| 21B     | いとしの脳ミソ              | The Brain of My Existence                 | ラッセル・マーカス                        | ロッセン・ヴァルバノフ                          | ティモシー・ビョークランド | ?             |

（※）16話はクリスマスエピソードの為、12月にのみ放送される。

### シーズン2 (2006年)
| 話数 | タイトル                   | タイトル（原題）                        | 脚本                                      | 絵コンテ                                                                | 演出                                                                   |
| ---- | -------------------------- | --------------------------------------- | ----------------------------------------- | ----------------------------------------------------------------------- | ---------------------------------------------------------------------- |
| 22A  | 仕事を探せ!                | Get a Job                               | ボブ・ロス ビル・モッツ                   | ルーク・コーミカン                                                      | ジョン・マッキンタイア スティーブ・ローター                            |
| 22B  | リフォーム大作戦           | Jungle Makeover                         | エディ・グゼリアン                        | セリア・ケンドリック                                                    | ティモシー・ビョークランド                                             |
| 23A  | ジャングルに響く歌声       | Pop Goes the Jungle                     | ジム・ペアレンツ                          | フレッド・ゴンザレス                                                    | ティモシー・ビョークランド                                             |
| 23B  | ジャングルの王子ウルフィー | Wolfie: Prince of the Jungle            | ブランドン・ソーヤー                      | ボビー・トンドン ブランドン・シュトラットマン マイケル・B・シングルトン | ジョン・マッキンタイア スティーブ・ローター                            |
| 24A  | 靴がくっついた!            | The Tell-Tale Shoes                     | アリシア・スカイ・ヴァリナティス          | デブラ・ピュー                                                          | ジョン・マッキンタイア                                                 |
| 24B  | まぶしい歯                 | Time For Waffles                        | ラッセル・マーカス                        | ロッセン・ヴァルバノフ                                                  | ティモシー・ビョークランド ジョン・マッキンタイア                      |
| 25A  | メンバーになりたい!        | Any Club That Would Have Me As A Member | ブラッドレイ・ツヴァイグ                  | トム・ベルティノ                                                        | ティモシー・ビョークランド ジョン・マッキンタイア                      |
| 25B  | アタシは笑い者?            | Where Everybody Knows Your Shame        | マーティン・ウィルソン                    | フレッド・オズモンド                                                    | ジョン・マッキンタイア                                                 |
| 26A  | ライフガードになりたい!    | Better Off Wet                          | ティファニー・ゼネル                      | カールソン・クーグラー                                                  | ティモシー・ビョークランド                                             |
| 26B  | モテモテ・マルゴ           | Loathe Triangle                         | ブライアン・スウェンイン                  | ケィティ・ライス                                                        | スティーブ・ローター ジョン・マッキンタイア                            |
| 27A  | ペット騒動!                | Pet Peeves                              | クリスチャン・ゲバラ                      | ルーク・コーミカン                                                      | ジョン・マッキンタイア                                                 |
| 27B  | プライドの値段は?          | What Price Dignity?! (Cheap!)           | マシュー・ネグレーテ                      | セリア・ワイス                                                          | ティモシー・ビョークランド ジョン・マッキンタイア                      |
| 28A  | となりのカタツムリ         | You've Got Snail                        | ジャン・ ストルナッド                     | フレッド・ゴンザレス                                                    | ティモシー・ビョークランド ジョン・マッキンタイア                      |
| 28B  | 魔力で決闘!                | The Magic Hour                          | ジャン・ ストルナッド                     | クリストファー・ヘンドリック ブレット・バロン                           | エディ・グゼリアン                                                     |
| 29A  | ホタルが舞う夜!            | Net of Lies                             | ウェンディ・ハンター                      | デブラ・ピュー                                                          | ジャン・ ストルナッド                                                  |
| 29B  | スターは誰?                | Dog Play Afternoon                      | クリス・ボウマン                          | ロッセン・ヴァルバノフ                                                  | ティモシー・ビョークランド ジョン・マッキンタイア                      |
| 30A  | 甘えん坊競争!              | Auntie Dote                             | スティーブ・フリーマン                    | トム・ベルティノ                                                        | ティモシー・ビョークランド ジョン・マッキンタイア                      |
| 30B  | お守りの呪い               | Curses!                                 | ランディ・バーンズ                        | ジョン・マッキンタイア                                                  | フレッド・オズモンド                                                   |
| 31A  | ペテン師ウィスカーズ       | Con Hare                                | ニック・スタントン デヴィ・バンジー       | ジョン・マッキンタイア                                                  | ケイティ・ライス                                                       |
| 31B  | 雨には負けない!            | Rain Delay                              | マイキー・バーマン                        | ティモシー・ビョークランド ジョン・マッキンタイア                       | カールソン・クーグラー                                                 |
| 32A  | サンディー&Mr.フリスキー   | Sandy & Mr. Frisky                      | ジム・ペアレンツ                          | ティモシー・ビョークランド ジョン・マッキンタイア                       | セリア・ワイス                                                         |
| 32B  | フルーツ・カー             | Thinking Outside the Fruit              | ラッセル・マーカス                        | ジョン・マッキンタイア                                                  | ルーク・コーミカン レオナルド・ピニェロ                                |
| 33A  | チア・リーダーにトライ!    | Go! Fight! Win!                         | アリシア・スカイ・ヴァリナティス          | ジョン・マッキンタイア ティモシー・ビョークランド                       | フレッド・ゴンザレス                                                   |
| 33B  | 楽しいカルチャースクール   | Class Dismissed                         | マイケル・マートン                        | ジョン・マッキンタイア                                                  | クリストファー・ヘンドリック                                           |
| 34A  | 心の中の友達               | Itty Bitty Kitty                        | ジム・ペアレンツ                          | ジョン・マッキンタイア ティモシー・ビョークランド                       | セリア・ワイス                                                         |
| 34B  | 最高のボーイフレンド       | Brandy's Best-Ever Boyfriend            | キャサリン・バトラー                      | ジョン・マッキンタイア                                                  | ゲイブ・スウォアー                                                     |
| 35A  | ストレス・テスト           | Stress Test                             | ニック・スタントン デヴィ・バンジー       | ジョン・マッキンタイア                                                  | フレッド・オズモンド クリストファー・ヘンドリック レオナルド・ピニェロ |
| 35B  | 「小さい」問題             | A Little Problem                        | クリス・ボウマン                          | ジョン・マッキンタイア ティモシー・ビョークランド                       | トム・ベルティノ                                                       |
| 36A  | 恋をぶちこわせ!            | A Really Crushing Crush                 | トレイシー・ベルナ                        | ジョン・マッキンタイア                                                  | ケィティ・ライス                                                       |
| 36B  | ピクルスこわい!            | Pickled Tink                            | ジョン・ベング ロブ・ボガード             | カールソン・クーグラー                                                  | ティモシー・ビョークランド ジョン・マッキンタイア                      |
| 37A  | 僕の中のモンスター         | The Monster in My Skin                  | ブランドン・ソーヤー                      | セリア・ワイス                                                          | ティモシー・ビョークランド ジョン・マッキンタイア                      |
| 37B  | お金は誰のもの?            | Dollars and Senseless Violence          | グロリア・ケットラー                      | ルーク・コーミカン                                                      | ジョン・マッキンタイア                                                 |
| 38A  | 最強のプリンセス           | Big Girls Don't Body Slam               | ジョン・M.ギブソン ホルヘ・R.グティエレス | クリストファー・ヘドリック                                              | ジョン・マッキンタイア                                                 |
| 38B  | レインフォの世界           | I Am Rainfo                             | ブライアン・スウェンイン                  | フレッド・ゴンザレス                                                    | ティモシー・ビョークランド ジョン・マッキンタイア                      |
| 39A  | ウサギとカメ               | The Tortoise and the Hare-brain         | ボブ・バーリス マイケル・ウェア           | チャールズ・クライン                                                    | ティモシー・ビョークランド ジョン・マッキンタイア                      |
| 39B  | 眠れるウィスカーズ         | Rip Van Whiskers                        | レオナルド・リップス                      | ロッセン・ヴァルバノフ                                                  | ティモシー・ビョークランド ジョン・マッキンタイア                      |

## DVD
- 2021年8月現在、DVDの発売予定はない。

## 受賞・ノミネート
- 2005年度：デイタイム・エミー賞
  - アニメーション個人的功績賞受賞：ロッセン・ヴァルバノフ（第15話bパート：「サルの手」、絵コンテ）
  - 最優秀オリジナルソング賞候補：ランディ・ペダーセン、ケヴィン・クイン、ティム・ハインツ（番組テーマソング、作詞、作曲）
- 2005年度：アニー賞
  - ストーリーボード賞テレビアニメ部門候補：ロッセン・ヴァルバノフ（第4話Bパート：「宇宙飛行士Mr.ウィスカーズ」）
  - 脚本賞テレビアニメ部門候補：ブランドン・ソーヤー（第4話Aパート：「Mr.ウィスカーズの恋人」）